# Tatiana Feldman
Tatiana Feldman (* 1990 in Leningrad) ist eine deutsche Schauspielerin.

## Werdegang
Feldman war von Januar 2013 bis Juni 2014 (Folge 1–363) in der Reality-TV-Serie Köln 50667 in der Rolle der Lisa Bechte zu sehen. Nach ihrem Ausstieg bewarb sie sich an Schauspielschulen und machte von September 2015 bis Juli 2019 eine Schauspielausbildung an der Theaterakademie Köln. Noch während der Ausbildung spielte sie Theater, seit 2018 tritt sie regelmäßig als Gast im Theater Hagen in verschiedenen Rollen auf. 2018 und 2019 sah man sie in Kurzspielfilmen.
Feldman lebt in Wuppertal.

## Filmografie
- 2013–2014: Köln 50667 (Fernsehserie)
- 2018: Say Wuff![1] (Kurzspielfilm)
- 2019: Kaugummi[2] (Kurzspielfilm)

## Theater

### Theater Hagen
- 2018: Die Räuber
- 2018–2020: Take a walk on the Wild Side
- 2018–2023: Die Eiskönigin
- 2020: TransformMates
- 2022–2023: Der Zinnsoldat und die Papiertänzerin
- 2023: Ritter:innen

### Casamax Theater Köln
- 2017–2021: Als Louisa plötzlich Louis war
- 2020: Guten Abend, gute Macht
- 2022–2023: Wut im Bauch

### Orangerie Theater Köln
- 2019: Die Textil-Trilogie

### Opernwerkstatt am Rhein
- 2019: Peer Gynt – Das Rockmusical (als Choreografische Leitung)
- 2021–2023: Der Mann mit der Melone

### Studiobühne Köln
- 2020: beziehungsweise